# Амалија де Љано
Амалија де Љано (шп. Amalia de Llano; 29. април 1822 — 6. јул 1874) била је шпанска контеса и списатељица. Била је важна фигура у културном животу Мадрида у 19. веку. Удајом је такође постала контеса од Вилчеса и виконтеса од Ла Керванта.

## Биографија
Амалија де Љано била је ћерка Рамона де Љано и Чавари и Пилар Дотрес и Гиберт. Рођена је 1822. године у Барселони у богатој породици буржоазијских трговаца. После смрти оца, њена мајка се удала за Франциска Фалца и Валкакер, IX маркиза од Алмонакидо де лос Отерос. Овај брак донео је породици приступ многим буржоазијским круговима.
Амалија се удала 12. октобра 1839. за Гонзала Вилчез и Парга (1808–1879). Пар је имао двоје деце:
- Гонзало Вилчез и Љано (Мадрид, 13. јуна 1842 - Мадрид, 2. фебруара 1918), II гроф од Вилчеза, II викон Керванта. Гонзало је 1879. године оженио Марију Сан Хуан и Мендинуета (? - 1927) грофицу од Гоинече и Химере.
- Пилар де Вилцхес и Ллано.

Дана 8. децембра 1848. године, краљица Изабела II одликовала је њеног супруга Гонзала, уздигавши га за грофа од Вилчеса. Пре овог чина, имао је титулу виконта Ла Керванта, номенклатуре која се позивала на једно од њихових пребивалишта у региону Кастиља-Ла Манча.
Грофица од Вилчеса учествовала је и организовала представе, као и књижевне сусрете које су често посећивале интелектуалне личности и уметници њеног времена. Као велика љубитељка књижевности, окушала се и као писац, успевши да објави два романа: Ледиа (Ledia) и Берта (Berta). Други роман је светлост дана угледао тек после њене смрти. Сликар Федерико де Мадразо, који је насликао њен портрет 1853. године, био је део њеног круга пријатеља. Грофица је сама платила 4.000 реала за слику. Слика приказује грофицу како грациозно седи у фином наслоњачу, а младост и лепота истичу се тамном позадином. Портрет се прилично разликује од традиционалних шпанских портрета из тог периода. Грофица од Вилчеса безусловно је подржала Изабелу II и била је врло наклоњена обнови владавине.
Амалијину смрт, која се догодила 6. јула 1874. године у Мадриду, мадридско друштво је дубоко осетило, што се огледало у бројним чланцима који су јој били посвећени у тадашњим новинама. Сахрањена је на гробљу Сен Иситро (шп. Cementerio de San Isidro) у Мадриду, у породичној гробници маркиза Алмонакида де лос Отерос, коју је 1870. године саградио архитекта Венсеслао Гавиња Бакуеро. Поред ње се, између осталих, налазе и посмртни остаци њене мајке, њеног очуха и њеног унука Гонзала. Њен муж, конте од Вилчеса, умро је 1879. године и сахрањен је на истом гробљу, али у другој гробници.